# Nosy
Nosy é o segundo álbum de Gomo.

## Faixas
1. Still inside your mind
2. Final stroke
3. Spread the word
4. Infactuation
5. I Won´t go back
6. She knows
7. Out of place
8. Quest of glory
9. Come say you love me
10. Queen of dolls